# Seta Knop

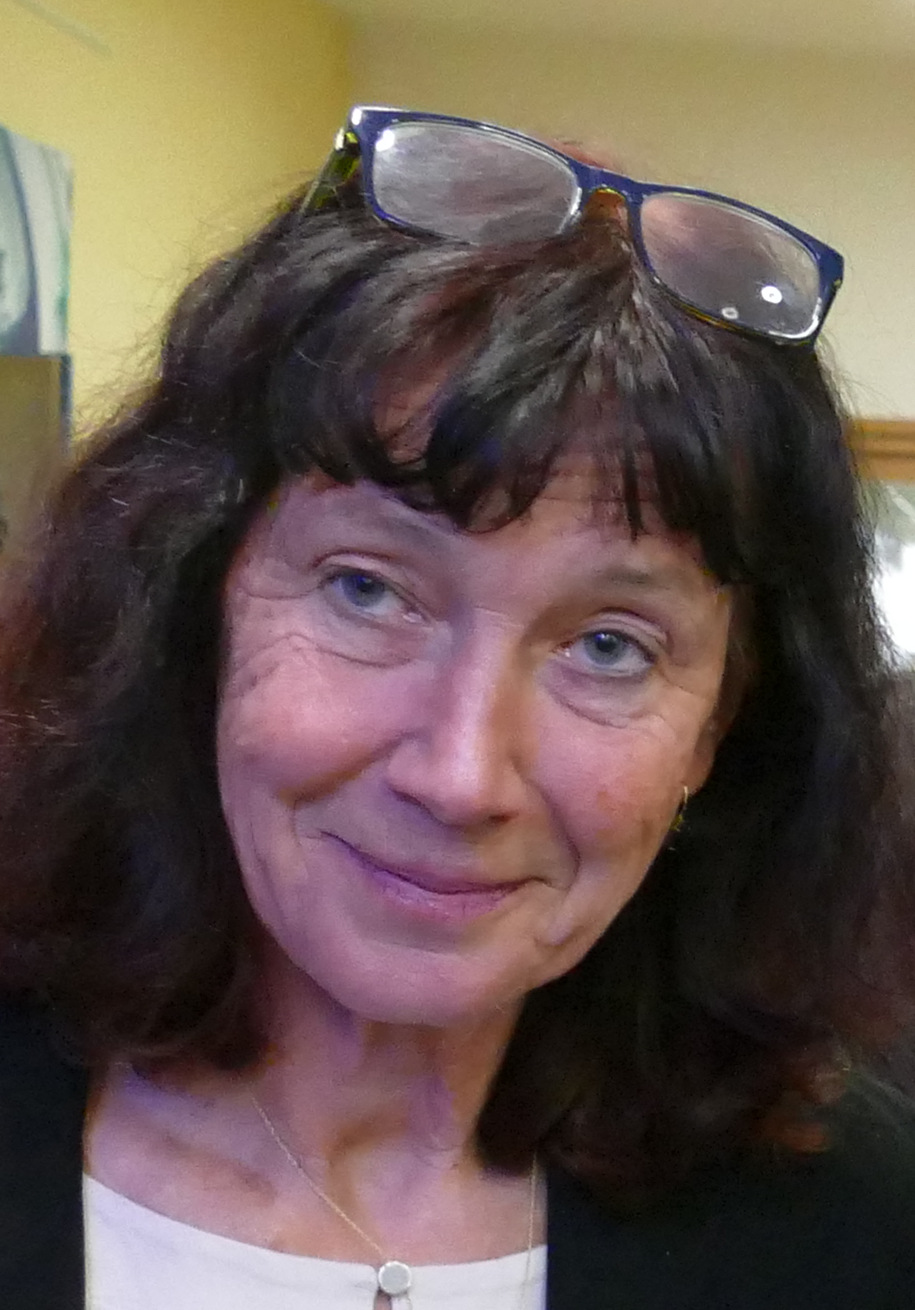
Seta Knop

Seta Knop (* 1960 in Ljubljana, SFRJ) ist eine slowenische Literaturwissenschaftlerin, Soziologin, Autorin und Übersetzerin.

## Leben und Werk
Seta Knop schloss ihr Studium der vergleichenden Literaturwissenschaft und Soziologie an der Universität Ljubljana 1986 mit einer Diplomarbeit über die ästhetische Theorie Theodor W. Adornos und deren Rezeption in Slowenien ab. Während des Studiums lebte sie zwischen Ljubljana und Zagreb. 1988–1993 arbeitete sie als Dokumentarin und Bibliographin an der Slowenischen National- und Universitätsbibliothek in Ljubljana, 1993–2001 als Lektorin beim Verlag Cankarjeva Založba; seit 2001 leitet sie die Bibliothek des Fachbereichs Vergleichende Literaturwissenschaft und Literaturtheorie der Philosophischen Fakultät der Universität Ljubljana. Im Jahr 2010 promovierte sie mit einer Arbeit über das Faustmotiv in der europäischen und im Speziellen in der slowenischen Literatur. Diese Dissertation erschien 2011 unter dem Titel Od doktorja do mojstra [Vom Doktor zum Meister]. In ihren wissenschaftlichen Publikationen beschäftigt sie sich insbesondere mit der Ästhetik und Soziologie der Literatur. Sie verfasste verschiedene Abhandlungen, Essays und Nachworte. Eine Zeit lang schrieb sie auch Literaturkritiken in Tageszeitungen.
Seta Knop übersetzt vorwiegend Texte aus den Bereichen Soziologie, Geschichte, Philosophie und Kulturwissenschaften, aus dem Englischen, Deutschen und Bosnischen/Kroatischen/Serbischen ins Slowenische. Übersetzte Autoren sind u. a. Theodor W. Adorno, Gisela Bock, Terry Eagleton, Eric Hobsbawm, Wolf Lepenies, Richard Pipes, Reinhard Sieder, Susan Sontag und Yanis Varoufakis. Als literarische Übersetzerin übersetzte sie bisher aus dem Serbischen (Danilo Kiš, Svetlana Slapšak). 2014 war sie mit ihrer Übersetzung von Danilo Kiš‘ Roman Peščanik (Sln. Peščena ura, dt. Sanduhr) für den Sovre-Preis für die beste Literaturübersetzung nominiert. Seta Knop ist Mitglied des Verbands slowenischer Literaturübersetzer.

## Publikationen

### Übersetzungen (Auswahl)
- Maurice Keen, Srednjeveška Evropa. Ljubljana: Cankarjeva založba, 1993.
- Rabindranath Tagore, Religija človeka. Ljubljana: Mladinska knjiga, 1994.
- Denys Hay, Evropa: rojstvo ideje. Ljubljana: Znanstveno in publicistično središče, 1995.
- Reinhard Sieder, Socialna zgodovina družine. Ljubljana: Studia humanitatis, 1998.
- mit Zdenka Erbežnik und Katarina Jerbin: Robert C. Solomon / Kathleen M. Higgins, Kratka zgodovina filozofije. Ljubljana: Znanstveno in publicistično središče, 1998.
- John Thorley, Atenska demokracija. Ljubljana: Znanstveno in publicistično središče, 1998.
- Eric Hobsbawm, Čas skrajnosti: svetovna zgodovina 1914–1991. Ljubljana : Znanstveno in publicistično središče, 2000
- mit Mojca Kranjc und Rado Rihar: Theodor W. Adorno, Dialektika razsvetljenstva: filozofski fragmenti. Ljubljana: Studia humanitatis, 2002.
- Johan Huizinga, O izvoru kulture v igri. In: Teorije igre pri Johanu Huizingi, Rogerju Cailloisu in Eugenu Finku. Ljubljana : Študentska založba, 2003.
- Gisela Bock, Ženske v evropski zgodovini: od srednjega veka do danes. Ljubljana: Založba /*cf., 2004.
- Susan Sontag: Pogled na bolečino drugega. Ljubljana: Sophia, 2006.
- Theodor W. Adorno, Minima moralia: refleksije iz poškodovanega življenja. Ljubljana: Založba /*cf, 2007.
- Terry Eagleton: Sveti teror. Ljubljana: Sophia, 2008.
- Terry Eagleton: Marksizem in literarna kritika. Ljubljana: Sophia, 2010.
- Richard Pipes, Kratka zgodovina ruske revolucije. Ljubljana: Študentska založba, 2011.
- mit Vera Troha: Max Charlesworth, Filozofija in religija: od Platona do postmodernizma. Ljubljana: KUD Logos, 2011.
- John Sutherland, Kako deluje literatura: 50 ključnih pojmov. Ljubljana: Mladinska knjiga, 2012.
- Manfred Koch, Lenoba: težavna disciplina. Ljubljana: Študentska založba, 2013.
- Paul Mattick, Umetnost in njen čas. Ljubljana: Sophia, 2013.
- Danilo Kiš, Peščena ura. Novo mesto: Goga, 2014.
- mit Višnja Fičor: Hrvoje Klasić, Jugoslavija in svet leta 1968. Ljubljana: Beletrina, 2015.
- Wolf Lepenies, Zapeljivi čar kulture v nemški zgodovini. Ljubljana: Literarno-umetniško društvo Literatura, 2015.
- Darko Suvin, Brechtovo ustvarjanje in horizont komunizma. Ljubljana: Mestno gledališče ljubljansko, 2016.
- mit Marjana Karer: Janis Varoufakis, Globalni minotaver: Amerika, Evropa in prihodnost svetovnega gospodarstva. Ljubljana: Cankarjeva založba, 2016.
- mit Marjana Karer: Perry Anderson, Ameriška zunanja politika in njeni snovalci. Ljubljana: Sophia, 2017.
- David Graeber, Utopija pravil. Ljubljana: Beletrina, 2017.
- Svetlana Slapšak, Istomesečniki: roman v dvanajstih poglavjih z epilogom. Novo mesto: Goga, 2018.
- Ivan Medenica, Tragedija iniciacije ali nestanovitni princ. Ljubljana: Mestno gledališče ljubljansko, 2019.
- Heinz Schlaffer, Kratka zgodovina nemške književnosti. Ljubljana: Literarno-umetniško društvo Literatura, 2020.
- Svetlana Slapšak, Šola za delikatne ljubimce. Novo mesto: Goga, 2020.

### Buchpublikationen
- Od doktorja do mojstra. Novi Pristopi. Ljubljana: LUD Literatura, 2011.